# Regne Quitxé de Q'umarkaj
El Regne Quitxé era un estat a l'altiplà de Guatemala, construït pels Maia quitxés a inicis del segle xiii. Al segle xv el regne Quitxé era un dels estats més poderosos de Mesoamèrica en el període postclàssic. El 1524 va ser conquerit per les forces aliades dels espanyols, nahuas i kaqtxikels, sota el comandament de Pedro de Alvarado.
El poder del Regne Quitxé va tenir el seu apogeu durant el regnat de K'iq'ab, que governava des del poble fortificat de Q'umarkaj. Durant el seu regnat, els quitxés van subjugar altres pobles maies com els tz'utujils, kaqtxikels i mams, i el poble nahues pipils. Van controlar extenses àrees a l'altiplà, la costa sud de Guatemala, així com zones al sud-occident de Mèxic.

## Història

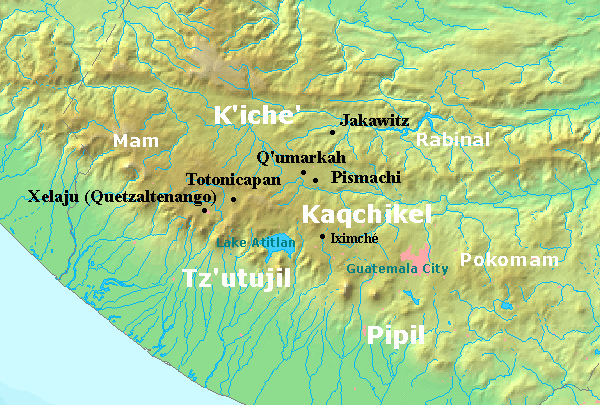
Mapa del sud de Guatemala en el període postclàssic mostrant la ubicació d'importants centres urbans quitxés (en negre) i altres grups ètnics (en blanc)

### Q'uq'umatz i K'iq'ab (ca. 1400-1475)

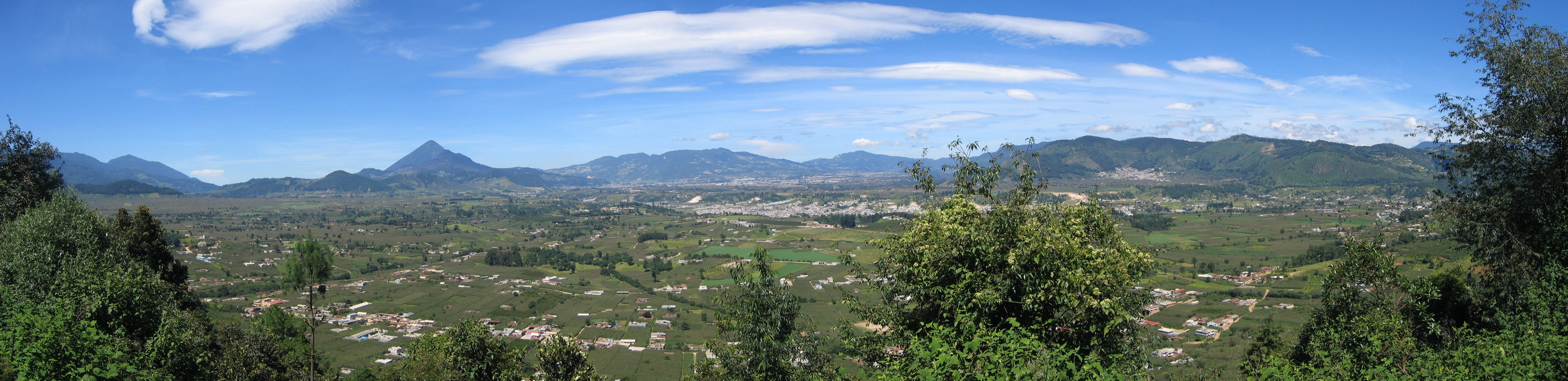
L'altiplà de Guatemala, centre de l'extens Regne Quitxé.

### Declivi i conquesta

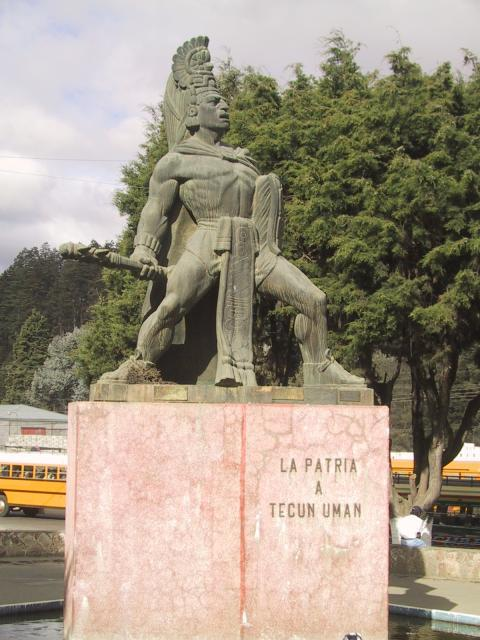
Estàtua de Tecun Uman a Quetzaltenango.